# Корлюково (Зеньковский район)

Корлюково (укр. Корлюкове) — село,
Батьковский сельский совет,
Зеньковский район,
Полтавская область,
Украина.
Код КОАТУУ — 5321380703. Население по переписи 2001 года составляло 27 человек.

## Географическое положение
Село Корлюково находится в 2-х км от села Батьки.
Рядом проходит автомобильная дорога Т-1706.

## История
Село указано на специальной карте Западной части России Шуберта 1826-1840 годов как хутор Курлюков